# Locomotiva Thomas și prietenii săi (sezonul 7)
Locomotiva Thomas și prietenii săi este o serie de televiziune bazată pe Seria Căilor Ferate scrisă de Wilbert Awdry, în care este prezentată viața unui grup de locomotive și vehicule cu trăsături umane, ce trăiesc pe Insula Sodor.
Acest articol se referă la Sezonul 7. A fost produs în anul 2003 de HIT Entertainment (noii deținători, după achiziționarea companiei în 2002), cu foarte mici influențe din parte lui Britt Allcroft.

## Difuzare în România
Acest sezon este difuzat pe postul TV JimJam și este dublat în limba română.

## Sezonul 7
| #   | #  | Titlu Original                 | Titlu Original                       |
| --- | -- | ------------------------------ | ------------------------------------ |
| 157 | 1  | Emily's New Coaches            | Nolie Vagoane ale lui Emily          |
| 158 | 2  | Percy Gets it Right            | Percy Îndreaptă Lucrurile            |
| 159 | 3  | Bill, Ben and Fergus           | Bill, Ben și Fergus                  |
| 160 | 4  | The Old Bridge                 | Podul cel Vechi                      |
| 161 | 5  | Edward's Brass Band            | Fanfara lui Edward                   |
| 162 | 6  | What's the Matter with Henry?  | Ce s-a Întâmplat cu Henry?           |
| 163 | 7  | James and the Queen of Sodor   | James și Regina din Sodor            |
| 164 | 8  | The Refreshment Lady's Stand   | Peter Sam și Chioșcul de Răcoritoare |
| 165 | 9  | The Spotless Record            | Un Record Impecabil                  |
| 166 | 10 | Toby's Windmill                | Moara lui Toby                       |
| 167 | 11 | Bad Day at Castle Loch         | O zi Rea la Castelul Loch            |
| 168 | 12 | Rheneas and the Roller Coaster | Rheneas și Roller Coaster-ul         |
| 169 | 13 | Salty's Stormy Tale            | Povestea Furtunoasă a lui Salty      |
| 170 | 14 | Snow Engine                    | Locomotiva de Zăpadă                 |
| 171 | 15 | Something Fishy                | Miroase a Pește                      |
| 172 | 16 | The Runaway Elephant           | Elefantul Fugar                      |
| 173 | 17 | Peace and Quiet                | Liniște și Pace                      |
| 174 | 18 | Fergus Breaks the Rules        | Fergus Încalcă Regulile              |
| 175 | 19 | Bulgy Rides Again              | Bulgy Merge din Nou                  |
| 176 | 20 | Harold and the Flying Horse    | Harold și Calul Zburător             |
| 177 | 21 | The Grand Opening              | Marea Deschidere                     |
| 178 | 22 | Best Dressed Engine            | Cei Mai Împodobită Locomotivă        |
| 179 | 23 | Fordon and Soencer             | Gordon și Spencer                    |
| 180 | 24 | Not So Hasty Puddings          | Thomas și Avalanșa                   |
| 181 | 25 | Trusty Rusty                   | Rusty cel de Încredere               |
| 182 | 26 | Three Cheers for Thomas        | Trei Urale Pentru Thomas             |